# Un patron astrolog
Un patron astrolog (în franceză Te marre pas ... c'est pour rire) este un film de comedie francez din 1982 regizat de Jacques Besnard⁠(d).

## Rezumat
După moartea unchiului său, Bruno devine noul șef al companiei Puccini, o fabrică de biciclete. El decide imediat să facă o serie de schimbări. Curând, își atrage mânia reprezentantului sindicatului, pe care sfârșește prin a-l concedia...

## Distribuție
- Aldo Maccione: Bruno
- Michel Galabru: Michel Frémont, șef de atelier
- Marthe Mercadier: Agathe Frémont, soția lui Michel
- Jean-Pierre Darras: Flavacourt, atașatier de publicitate
- Jacques Marin: Albert, șoferul
- Jacques Legras: administratorul judiciar
- Chantal Nobel: Janine Royer, asistenta lui Bruno
- Corinne Lahaye: Florence, asistenta lui Flavacourt
- Max Mégy: Émile Lebrun, directorul personal
- Alain Nobis: Paul Blanchard, directorul financiar
- Pierre Gallon: Théodore Duvernois, directorul tehnic
- Georges Atlas
- Smaïn : angajat
- Louis Navarre
- Robert Rollis: angajat
- Gilbert Servien
- Brigitte Lahaie: Sandra
- Michel Tugot-Doris: angajat
- Michel Saillard & Frédéric Bodson: angajați